# Владимир Виденов
Владимир Виденов Иванов е български политик от Българската комунистическа партия (БКП), министър на архитектурата и благоустройството през 1966 – 1968 година.

## Биография
Владимир Виденов е роден на 16 февруари 1922 година в село Дрен, Радомирско. От 1937 година е член на Работническия младежки съюз, а от 1944 година и на БКП. В гимназията в Петрич е член на ръководството на РМС. От 1941 до 1943 г. е войник в Артилерийския полк и учи в Школата за запасни офицери. От януари до септември 1944 г. е свръзка на лагера в Сандански и партизански отряд „Яне Сандански“. В началото на септември влиза в отряда. От 9 септември до май 1945 г. е заместник-командир на отряда и на гвардейската дружина. От май до октомври 1945 г. е член на ОК на РМС в Сандански, отговарящ за просветния отдел. От 1945 до 1947 г. е секретар на ОК на РМС в Сандански. Между 1947 и 1950 г. учи инженерство в София. От 1951 до 1952 г. е секретар на VIII районен комитет на БКП в София. От април 1952 е секретар на ОК на БКП в Сандански. До 1966 година е на различни висши партийни постове, включително ръководител на окръжната организация на БКП в Кърджали и на градската в София.
През 1958 – 1962 година е кандидат-член, а през 1962 – 1971 година – член на Централния комитет на БКП. През 1966 – 1968 година е министър на архитектурата и благоустройството във второто правителство на Тодор Живков. След това е посланик на България в Чехословакия (1969 – 1971), член на Държавния съвет (1971 – 1974) и посланик в Унгария (1975 – 1979)..
Владимир Виденов умира на 10 декември 1993 година в София.